# Navarclés
Navarclés (en catalán y oficialmente Navarcles) es un municipio de Cataluña, España, perteneciente a la provincia de Barcelona, en la comarca del Bages. Se encuentra a unos 60 km de Barcelona, en el corazón de Cataluña.

## Geografía
El término municipal es muy reducido, de tan solo 5,52 km² (siendo el municipio más pequeño de la comarca del Bages) y se encuentra en la ribera izquierda del río Llobregat, en el punto en el que recibe las aguas del río Calders y de la de Navarcles, afluente del anterior. Abundan las fuentes, como la llamada de la Mina, de la Cura, de Solervicenç, del Sobreeixidor, de Santa Margarida, la Font Vella, del Llac, del Lleó y la Font Nova, entre otras.

## Demografía
Navarclés cuenta con una población de 6160 habitantes (INE 2024).
| Gráfica de evolución demográfica de Navarclés entre 1842 y 2021                                                       |
| |
| Población de derecho según los censos de población del INE. Población de hecho según los censos de población del INE. |

## Patrimonio
El Parque del Lago es un embalse artificial construido en 1996, punto de reunión y de aficionados a la pesca, así como actividades deportivas de aventura tales como kayak, rápel, escalada o tirolina entre otras.

## En la cultura popular
En este municipio, en el siglo XIV, se desarrolla parte de la novela de Ildefonso Falcones La catedral del mar.